# 艾斯基斯杜拿足球會
艾斯基斯杜拿足球會（瑞典語：Athletic Football Club Eskilstuna，缩写为AFC Eskilstuna）是一支位於瑞典埃斯基爾斯蒂納的職業足球會，目前於瑞典足球甲級聯賽角逐。球隊於2012年至2016年期間曾使用名字AFC聯（AFC United），但在2016年7月改回現名，據指原因是為了本土化。

## 外部連結
- AFC United – Official Website